# 埃及龍屬
埃及龍屬（學名：Aegyptosaurus）是泰坦巨龍類恐龍的一個屬，生活於白堊紀森诺曼阶的非洲，約9,500萬年前的。如同其他蜥腳類恐龍，埃及龍是四足的植食性恐龍，具有長頸部、小型頭顱骨，長尾巴被認為是當作其身體的平衡。埃及龍體重估計約11.5公噸，體長估計約達15公尺，身高約5公尺。埃及龍與生活在南美洲、體型更巨大的阿根廷龍是近親。
埃及龍是由德國古生物學家恩斯特·斯特莫（Ernst Stromer）在1932年命名。埃及龍的化石發現於埃及、尼日、及撒哈拉沙漠的多個不同地方。所有已知的標本都是在1939年以前發現。化石曾被存放於慕尼黑博物館，但在第二次世界大戰期間被同盟國連同博物館被轟炸摧毀。
埃及龍有可能是其他大型肉食性恐龍的獵物，例如鯊齒龍及棘龍等。